# 长吻鼩鼹
长吻鼩鼹（学名：Uropsilus gracilis）一种分布于中国西部及缅甸的小型哺乳动物，隶属于鼹科鼩鼹属。其种加词来源于拉丁文“gracilis”，意为“纤细的”。

## 形态特征
长吻鼩鼹体型类似鼩鼱，重约10克。吻部较长，眼退化；尾长与体长接近，表面具环鳞，尖端有一束长毛丛；爪弯曲而尖锐，足背面有鳞片。体背自头前至尾基部为深棕或暗褐色，腹面深灰色或青黑色。

## 生活习性
长吻鼩鼹栖息于海拔2000～3000米森林中土质松软潮湿的地面或洞穴中，夜行性，多单独活动。以各种昆虫及幼虫为食，兼食苔藓等。